# Athi
Athi, w dolnym biegu zwana Galana i Sabaki – druga pod względem długości rzeka w Kenii, w południowej części kraju. Liczy 550 km. Wypływa ze wzgórz na południe od Nairobi. Uchodzi do Oceanu Indyjskiego na północ od miasta Malindi. W jej biegu znajdują się wodospady Lugard's Falls; przepływa przez parki narodowe Tsavo West i Tsavo East.